# Longecourt-lès-Culêtre
Longecourt-lès-Culêtre é uma comuna francesa na região administrativa da Borgonha-Franco-Condado, no departamento de Côte-d'Or. Estende-se por uma área de 4,38 km². Em 2010 a comuna tinha 52 habitantes (densidade: 11,9 hab./km²).